# Élections législatives japonaises de 1937
Les élections législatives japonaises de 1937 (第20回衆議院議員総選挙, Dai-niju Shūgiin Giinsōsenkyō) sont les vingtièmes organisées après l'avénement de l'empire du Japon et ont pour but d'élire les membres de la chambre des représentants de la Diète du Japon. Elles ont lieu le 30 avril 1937.
Le parti Minseitō devient dominant au parlement avec 179 sièges sur 466. Le taux de participation est de 73,3 %.

## Résultats

| Partis politiques                                                                  | Sièges | +/- |
| ---------------------------------------------------------------------------------- | ------ | --- |
| Parti démocratique constitutionnel (立憲民政党, Rikken Minseitō)                   | 179    | -26 |
| Association des amis du gouvernement constitutionnel (立憲政友会, Rikken Seiyūkai) | 175    | 0   |
| Shakai Taishūtō                                                                    | 36     | +18 |
| Showa Kai                                                                          | 18     | -2  |
| Kokumin Domei                                                                      | 11     | -4  |
| Tōhōkai                                                                            | 11     | -   |
| Autres                                                                             | 7      | -   |
| Indépendants                                                                       | 29     | +3  |
| Total                                                                              | 466    |     |

- (en) Cet article est partiellement ou en totalité issu de l’article de Wikipédia en anglais intitulé « Japanese general election, 1937 » (voir la liste des auteurs).